# STAR FISH
STAR FISH（スター・フィッシュ）は、日本のトラックメイカー。
群馬県で生まれ育ち群馬県立沼田高等学校に進学。高校時代は片品村に在住。
中学時代から独学で音楽を学び、2018年夏、弱冠16歳（高校二年生）のときに横須賀市のダンス音楽フェスティバルで自作のトラックが受賞。ウェブ上のコラボレーションとしての楽曲だったため、ボーカリストとはそのフェスティバルが初の顔合わせだった。

## ディスコグラフィー
- WAVE　フィーチャリングTom